# Alte vie respiratorie
Nell'ambito dell'apparato respiratorio le alte vie respiratorie sono costituite dalle prime vie d'immissione dell'aria ambientale. Attraverso esse l'aria può raggiungere le basse vie e quindi gli alveoli polmonari, ove ha luogo lo "scambio alveolocapillare".
Delle alte vie respiratorie fanno parte: cavità nasale, seni paranasali, cavità orale, faringe, epiglottide e laringe.

## Funzioni principali delle alte vie respiratorie
Le alte vie respiratorie hanno diverse funzioni:

### Funzione anatomica
La più importante funzione delle prime vie aeree è quella di permettere un adeguato afflusso ed efflusso dell'aria, passaggi che avvengono passivamente durante le due fasi respiratorie. Durante la fase di inspirazione, il motore che permette il movimento dell'aria verso l'interno è dato da una differenza di pressione negativa tra le cavità toraciche e l'aria ambiente. Viceversa avviene durante la fase espiratoria. Per le alte vie questa è quindi una funzione passiva.

### Funzione protettiva
L'aria ambientale è un miscuglio eterogeneo di diversi gas (azoto 78%, ossigeno 21%, anidride carbonica 0,03%), vapore acqueo, polveri e particolato, microrganismi, agenti virali. Di per sé quindi essa non è adatta a penetrare nell'organismo senza che vi sia una adeguata funzione di filtro e di difesa. Durante l'inspirazione risulta fondamentale proteggere l'albero respiratorio a valle, attraverso diversi sistemi che attuano un controllo delle particelle in entrata. Essi sono:
- Le ciglia e i peli a livello della cavità nasale, bloccano il particolato grossolano (particelle con diametro ≥ 10 µm) contenuto nell'aria.
- Il muco a livello della cavità nasale e dei seni paranasali. Consente la cattura e la pronta espulsione dei microrganismi, dei corpuscoli e delle polveri che siano trattenute già ad un primo livello nasale. Il muco viene secreto in quantità aumentata durante le infezioni delle prime vie aeree, soprattutto nei seni paranasali ove si accumula prima di essere espulso (casi di rinite e sinusite).
- L'epiglottide consente la netta separazione delle vie digestiva e respiratoria evitando l'inappropriata inalazione di particelle di cibo durante la deglutizione.
- Le tonsille (palatine, faringee, tubariche, linguali) attuano un'importante protezione immunitaria a livello della mucosa dell'orofaringe.

### Funzione di scambio termico
Oltre ai sistemi che controllano la composizione dell'aria, esiste anche una capacità, seppur limitata, di controllo sulla temperatura dell'aria in entrata. L'aria ambientale è generalmente più fredda dei 37 °C corporei. Una parziale funzione di scambio termico si ha a livello nasale e soprattutto paranasale, ove la sottomucosa presenta numerosi capillari a stretta vicinanza con la superficie. Lo scambio di calore per fenomeno di conduzione favorisce così il riscaldamento dell'aria verso valori più ottimali per l'albero bronchiale e la superficie dell'alveolo.

### Funzione di fonazione
La funzione di fonazione è resa possibile durante l'espirazione, dall'aria in uscita. La colonna d'aria che esce rapidamente proviene dall'albero bronchiale e viene convogliata verso la trachea. Da qui avviene il passaggio attraverso la laringe, la quale è da considerarsi l'organo centrale nella formazione della voce. All'interno della laringe si sita infatti una struttura a strettoia formata dall'anteposizione di due piani muscolari legamentosi coperti da lembi di mucosa. Tali legamenti e le rispettive mucose formano le corde vocali. Il passaggio della colonna d'aria attraverso la strettoia comporta la formazione di un'onda di vibrazione nella colonna d'aria stessa (come accade nelle canne di un organo). La vibrazione così ottenuta è però di scarsa energia e non sarebbe facilmente percepibile dall'orecchio umano. È quindi necessaria la presenza dei seni paranasali i quali sono ampie cavità situate all'interno delle ossa facciali, comunicanti con la cavità nasale. In queste cavità la vibrazione della colonna d'aria viene enormemente amplificata comportando la formazione del timbro della voce. Le corde vocali, e la laringe in generale, sono invece responsabili della tonalità della voce, che può variare a seguito della contrazione dei muscoli laringei che tendono o meno le corde vocali stesse ampliando o riducendo l'apertura della strettoia.